# 安徽国元金融控股集团
安徽国元控股（集团）有限责任公司（英文：ANHUI GUOYUAN HOLDING (GROUP) CO., LTD，简称安徽国元集团、国元集团），是安徽省人民政府国有资产监督管理委员会监管的安徽省属国有企业，2000年12月30日由原安徽省信托公司和安徽省国际信托公司合并成立，注册资本30亿元。公司主营业务有金融、投资与资产管理等。

## 所属公司
安徽国元集团现有全资、控股子公司9家：
- 安徽国元实业投资有限责任公司100%
- 芜湖国信大酒店有限公司100%
- 黄山国元大酒店有限公司100%
- 国元证券股份有限公司（深交所：000728）37.46%
- 安徽国元信托有限责任公司49.69%
- 国元农业保险股份有限公司20%
- 安徽国元投资有限责任公司52.98%
- 安徽国元创投有限责任公司33.33%
- 安徽国元保险经纪股份有限公司48%